# 下鶴直幸
下鶴 直幸（しもづる なおゆき、1993年12月11日 - ）は、日本の男性声優。鹿児島県出身。Rush Style準所属。

## 来歴
プロ・フィット声優養成所卒業。2018年10月31日までリンク・プランに所属。2019年5月1日よりRush Styleに所属。

## 人物
趣味はサバイバルゲーム、フットサル、お酒。特技はサッカー、握力（両手75キロ）、鹿児島弁。

## 出演
太字はメインキャラクター。

### テレビアニメ
2016年
- 美少女遊戯ユニット クレーンゲールGalaxy（実況）

2018年
- ラーメン大好き小泉さん（サラリーマンA、店員C）
- だがしかし2（コンビニ店員 板垣、車掌）
- 美男高校地球防衛部HAPPY KISS!（修善寺鏡太郎）
- 悪偶 -天才人形-（不良C）

2020年
- マギアレコード 魔法少女まどか☆マギカ外伝（いろはの父）
- BORUTO-ボルト- NARUTO NEXT GENERATIONS（ハイエ）

2021年
- スーパーカブ（数学教師）
- うらみちお兄さん（土井柴雄）

2022年
- 乙女ゲー世界はモブに厳しい世界です（男子）
- 継母の連れ子が元カノだった（男性客、ガヤ）
- 東京ミュウミュウ にゅ〜♡（2022年 - 2023年、ネット民、執事キメラマニア） - 2シリーズ
- 悪役令嬢なのでラスボスを飼ってみました（審判員）
- 虫かぶり姫（役人）

2023年
- アルスの巨獣（狩人）
- 神無き世界のカミサマ活動（皇国兵、村人、父、信者）
- 自動販売機に生まれ変わった俺は迷宮を彷徨う（魔道具技師A、豊豚魔D、飲食店の店主D）
- ポーション頼みで生き延びます!（カルロス）

2024年
- 最弱テイマーはゴミ拾いの旅を始めました。（裏切者冒険者A）
- 狼と香辛料 MERCHANT MEETS THE WISE WOLF（刺客）
- 鬼滅の刃 柱稽古編
- NINJA KAMUI（ドクター）

2025年
- ゴリラの神から加護された令嬢は王立騎士団で可愛がられる（酔っ払い）
- アン・シャーリー（男子学生）

### ゲーム
2018年
- アサシン クリード オデッセイ
- ORDINAL STRATA -オーディナル ストラータ-（ユーゴ）

2019年
- DAEMON X MACHINA（敵兵）

2020年
- REALIVE! 〜帝都神楽舞隊〜
- 超偉人大戦〜異世界で始める偉人大戦争〜（リュクサンブール公 他）
- 龍が如く7 光と闇の行方（ヤクザ 他）
- プロジェクトセカイ カラフルステージ！ feat. 初音ミク（着ぐるみ）
- モンスターストライク（2020年 - 2024年、タイガーアイ、アルウェル、デイゴ）

2021年
- コール オブ デューティ ヴァンガード
- LOST JUDGMENT 裁かれざる記憶（周防遊馬）

2023年
- マブラヴ：ディメンションズ（2023年 - 2024年、ユウヤ・ブリッジス）
- 逆転オセロニア（ベネディクト）

2025年
- アイアンサーガVS（ベカス）

### デジタルコミック
- マジカル★エクスプローラー エロゲの友人キャラに転生したけど、ゲーム知識使って自由に生きる（2021年、黒服ほか[16]）
- スタジオカバナ（2023年、男子生徒[17]）
- その好きほんと。（2024年、大原育実[18]）

### 吹き替え

#### 映画
2019年
- シー・ユー・イエスタデイ（ホイット）

2020年
- ホテル・ムンバイ（エディ）

#### ドラマ
2017年
- クイーン・オブ・ザ・サウス 〜女王への階段〜（先住民男2）

2021年
- MACGYVER/マクガイバー シーズン5（ジェームズ・クレンゲル、他）

2022年
- SEAL Team/シール・チーム シーズン3（レイデン）

2023年
- パーシー・ジャクソンとオリンポスの神々（2023年）

2024年
- フューリー: 闇の番人
- NCIS: シドニー
- ロード・オブ・ザ・リング: 力の指輪 シーズン2

2025年
- ジャッカルの日

### ラジオ
※はインターネット配信。
- 美男高校地球防衛部RADIO HAPPY KISS!（2018年 - 2019年、ラジオ大阪）
- 下鶴直幸の真面目すぎるのも考えものですよ (2023年 - 、ベルガモ「ONE TO ONE」チャンネル)

### テレビ番組
※はインターネット配信。
- 美男高校地球防衛部HAPPY KISS!生放送〜ハッピーな魔法をお届け！〜（2018年 - 、LINE LIVE※）

### 特撮
- 王様戦隊キングオージャー（2023年、ボダルジームの声）

### その他コンテンツ
- 舞台めぐり SoundAR「ミエナイキズナ」（2019年、男性ボイス（主人公）及びナレーション[19]）
- 「オカルトーク！」ボイスドラマ（2020年、瀬沼[20]）
- 「いろはにほエロ!」第1巻発売記念PV（2020年、鬼武大王[21]）

## ディスコグラフィ

### キャラクターソング
| 発売日  | 商品名                                                                               | 歌                                             | 楽曲                     | 備考                                                            |
| 2018年  | 2018年                                                                               | 2018年                                         | 2018年                   | 2018年                                                          |
| ------- | ------------------------------------------------------------------------------------ | ---------------------------------------------- | ------------------------ | --------------------------------------------------------------- |
| 4月18日 | 絶対最幸☆HAPPY KISS☆                                                                 | 地球防衛部HK                                   | 「絶対最幸☆HAPPY KISS☆」 | テレビアニメ『美男高校地球防衛部HAPPY KISS!』オープニングテーマ |
| 4月18日 | 絶対最幸☆HAPPY KISS☆                                                                 | 地球防衛部HK                                   | 「HAPPY READY??????」    | テレビアニメ『美男高校地球防衛部HAPPY KISS!』劇中歌             |
| 5月16日 | 美男高校地球防衛部HAPPY KISS!キャラクターソングCD1 ハッピーキッスSONGS〜Happy&Set!〜 | 修善寺鏡太郎（下鶴直幸）                       | 「二度寝の前に聴いた声」 | テレビアニメ『美男高校地球防衛部HAPPY KISS!』関連曲             |
| 6月20日 | 美男高校地球防衛部HAPPY KISS!キャラクターソングCD3 デュエットSONGS〜Happy&Turn!〜    | 修善寺鏡太郎（下鶴直幸）、霧島龍馬（小俣凌雅） | 「TRUST YOU」            | テレビアニメ『美男高校地球防衛部HAPPY KISS!』関連曲             |
| 6月20日 | 美男高校地球防衛部HAPPY KISS!キャラクターソングCD3 デュエットSONGS〜Happy&Turn!〜    | 修善寺鏡太郎（下鶴直幸）、指宿阿多（緑川光）   | 「時計の針はすれ違い…」  | テレビアニメ『美男高校地球防衛部HAPPY KISS!』関連曲             |
| 6月20日 | 美男高校地球防衛部HAPPY KISS! BD・DVD第1巻 きゃにめ特典CD                            | 修善寺鏡太郎（下鶴直幸）                       | 「絶対最幸☆HAPPY KISS☆」 | テレビアニメ『美男高校地球防衛部HAPPY KISS!』関連曲             |

### シリーズ一覧
1. ↑  第1期（2022年）、第2期（2023年）

### ユニットメンバー
1. ↑  修善寺鏡太郎（下鶴直幸）、霧島龍馬（小俣凌雅）、和倉七緒（石井孝英）、万座太子（安田陸矢）、道後一六（葉山翔太）